# Phanerochaete martelliana
Phanerochaete martelliana är en svampart som först beskrevs av Giacopo Bresàdola, och fick sitt nu gällande namn av J. Erikss. & Ryvarden 1978. Phanerochaete martelliana ingår i släktet Phanerochaete och familjen Phanerochaetaceae.   Inga underarter finns listade i Catalogue of Life.